# Municipio de Sitovo
El municipio de Sitovo (búlgaro: Община Ситово) es un municipio búlgaro perteneciente a la provincia de Silistra.
En 2011 tiene 5396 habitantes, el 44,9% búlgaros, el 35,67% turcos y el 6,67% gitanos. La capital municipal es el pueblo de Sitovo.
Comprende un área rural del norte de la provincia y se ubica al oeste del municipio de Silistra. El norte del término municipal es fronterizo con Rumania.

## Pueblos
| Pueblo      | Cirílico    | Población (diciembre de 2009) |
| ----------- | ----------- | ----------------------------- |
| Sitovo      | Ситово      | 847                           |
| Bosna       | Босна       | 371                           |
| Dobrotitsa  | Добротица   | 434                           |
| Garvan      | Гарван      | 421                           |
| Irnik       | Ирник       | 104                           |
| Iskra       | Искра       | 1856                          |
| Lyuben      | Любен       | 654                           |
| Nova Popina | Нова Попина | 88                            |
| Poliana     | Поляна      | 176                           |
| Popina      | Попина      | 701                           |
| Slatina     | Слатина     | 132                           |
| Yastrebna   | Ястребна    | 26                            |
| Total       |             | 5810                          |